# Binatang longioculus
Binatang longioculus (лат.) — вид злаковых мух из подсемейства Chloropinae (Chloropidae), единственный в составе рода Binatang. Эндемик Папуа — Новой Гвинеи (Океания). Родовое название происходит от слова binatang из папуасского языка ток-писин, обозначающего насекомых. Видовое название происходит от латинских слов longus(длинный) и oculus (глаз), из-за вытянутой формы глаза.

## Описание
Мелкие злаковые мухи, длина тела 2,6 мм, длина переднего крыла 1,8 мм. Основной цвет тела жёлтый; глаза эллиптические, с длинной горизонтальной осью; хетотаксия головы редуцирована; глазковый треугольник блестящий, доходит до вершины лба; щёки меньше длины первого членика жгутика усика; первый членик жгутика чёрный; скутеллюм короткий треугольный; плеврон голый; голенный орган отсутствует; терминалии самца с сжатым с боков эпандрием; сурстили и мезолобус слитые; дистифаллус короткий, с шипами.

## Систематика
Вид Binatang longioculus был впервые описан 2020 году энтомологами
по типовому материалу, обнаруженному на острове Новая Гвинея. Выделен в монотипический род Binatang Quicke et Butcher, 2020, систематическое положение которого не определено и он указан как incertae sedis в составе подсемейства Chloropinae.